# Лютий Ілярій
Ілярій Лютий також Ілярко Лютий (псевдо.: «Чугайстир», «Чугайстер», «Роман»; нар. 1912, Ремезівці Поморянський район, нині Золочівський район, Львівська область — пом. 24 січня 1945, Козівка Великоборківський район, нині Тернопільський район, Тернопільська область) — український військовик, хорунжий УПА, командир Тернопільського куреня УПА та член ШВО «Лисоня» (1944-1945) УПА-Захід. Згинув у бою з більшовиками.

## Життєпис
Народився Ілярій Лютий 1912 року в селі Ремезівцях, Поморянського району. В польському війську пройшов підстаршинський вишкіл. Після військової служби заснував власну харчову крамницю, якою керував до 1939 року. Був активним членом ОУН.
За більшовицької окупації укривався від арешту НКВС. Після проголошення Акту відновлення Української держави у Львові 30 червня 1941 року Ілярій Лютий брав участь в організації підстаршинської школи в Поморянах. 
Під час німецької окупації Ілярій Лютий був спочатку районовим провідником ОУН Перемишлянщини. 
Наприкінці 1942 року Ілярій Лютий став військовим повітовим референтом Зборівщини. 
Упродовж 1943 року Ілярій Лютий виконував обов'язки окружного організаційно-мобілізаційного (військового) референта ОУН Тернопільщини.
Власне під його керівництвом були зорганізовані відділи УНС та УПА на цьому терені й взагалі йшла вся військова праця. 
Наприкінці лютого 1944 року Ілярій Лютий очолив Тернопільський курінь у складі сотень «Орли», «Буйні» та «Рубачі». 
Очолював організаційно-мобілізаційний відділ Військового штабу Воєнної округи «Лисоня» з початку квітня 1944 року.
Загинув у бою з більшовиками 24 січня 1945 року в с. Козівка Велико-Борківського району, Тернопільської области.